# 빌럼 바런츠

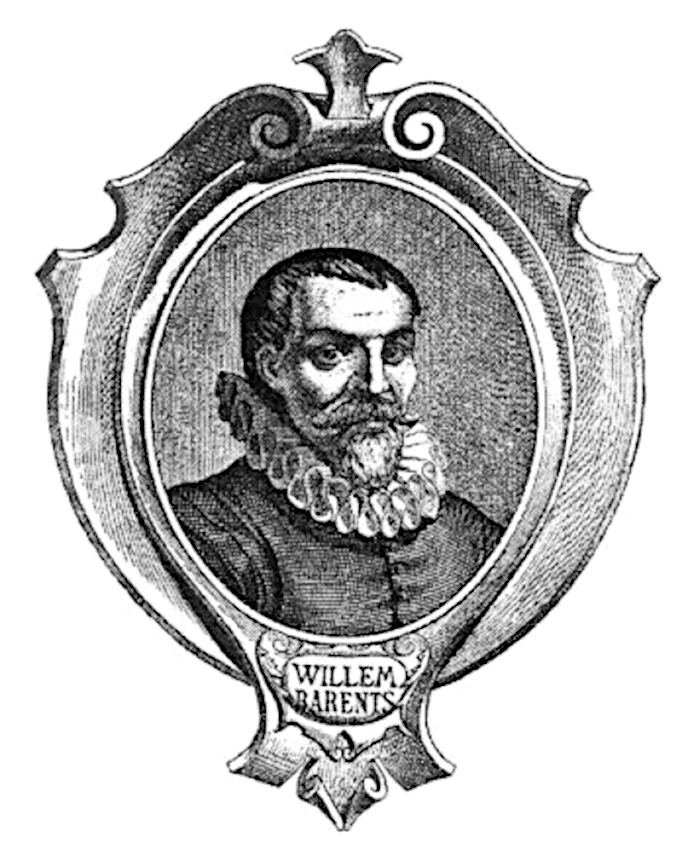
바렌츠

빌럼 바렌츠(네덜란드어: Willem Barentsz, 1550년경 ~ 1597년 6월 20일)는 네덜란드의 항해사이자 탐험가였다. 유럽의 북쪽을 탐험하는 데에 많은 업적을 남겼다.
바렌츠해는 그의 이름을 딴 것이다.